# Caryophylliina
Sous-ordre
Caryophylliina est un sous-ordre de scléractiniaires (coraux durs).

## Liste des familles
- famille Caryophylliidae Dana, 1846
- famille Flabellidae Bourne, 1905
- famille Gardineriidae Stolarski, 1996
- famille Guyniidae Hickson, 1910
- famille Turbinoliidae Milne-Edwards et Haime, 1848